# Gonanticlea latifasciata
Gonanticlea latifasciata là một loài bướm đêm trong họ Geometridae.